# Le voci dell'acqua
Le voci dell'acqua è una graphic novel scritta da Tiziano Sclavi e disegnata da Werther Dell'Edera, edita in Italia da Feltrinelli nel 2019.

## Trama
Stavros, un uomo sofferente per diverse fobie, vaga in una città dove piove sempre, cercando di affrontare i traumi che ha subito affrontando le sue paure, mentre sembra che la fine del mondo stia avvicinandosi sempre più, anche se ignorata da tutti. Oltre a lui, molti altri personaggi sembrano soffrire di fobie simili. Stavros incomincia a sentire voci nella sua testa che gli parlano quando entra in contatto con l’acqua.